# Gia đình Quốc tế

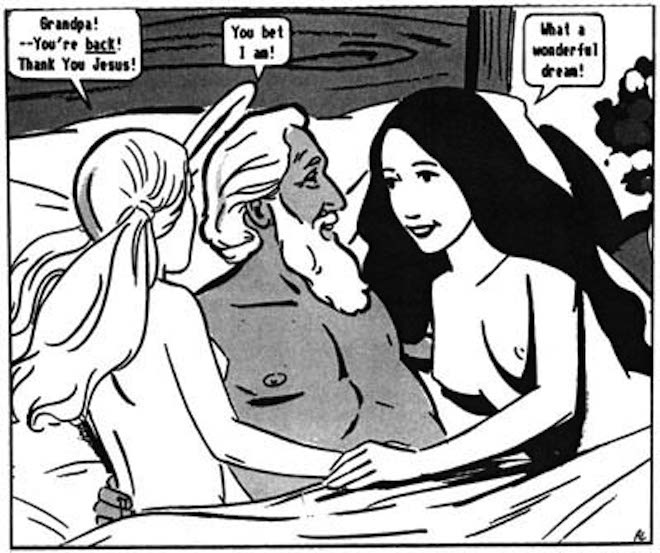
Tranh chú thích về Gia đình Quốc tế hay còn gọi là Thanh thiếu niên vì Chúa (Teens for Christ)

Gia đình Quốc tế (The Family International, viết tắt TFI) là một phong trào tôn giáo mới của Mỹ được nhà thuyết giáo David Brandt Berg (1919–1994) thành lập vào năm 1968. Nhóm tôn giáo này đã có nhiều tên gọi khác nhau kể từ khi thành lập, bao gồm Thanh thiếu niên vì Chúa (Teens for Christ), Đứa con của Chúa (The Children of God, COG), Gia đình của Tình yêu thương (The Family of Love), hay đơn giản là Gia đình (The Family). Người sáng lập phong trào này David Brandt Berg vốn nguyên là mục sư Hội Truyền giáo Phúc âm Liên hiệp. Theo Tập đoàn truyền thông Canada (Canadian Broadcasting Corporation) vào lúc đương "ở đỉnh điểm" thì phong trào Gia đình Quốc tế đã có "hàng chục nghìn thành viên, bao gồm River Phoenix và Joaquin Phoenix, Rose McGowan và Jeremy Spencer". Sau này, một số cựu thành viên của nhóm đã cáo buộc TFI là một giáo phái độc tài chuyên lạm dụng thể chất và lạm dụng tình dục trẻ em một cách có hệ thống, dẫn đến tổn thương về lâu dài cho những người sống sót. Nhóm này cũng bị cáo buộc nhắm mục tiêu vào những người dễ bị tổn thương. 

## Giáo lý

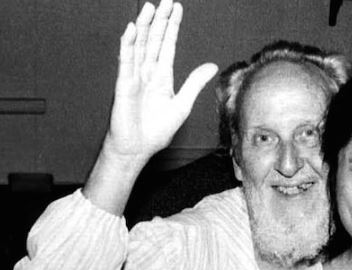
Tấm hình hiếm hoi của Giáo chủ David Berg

TFI ban đầu truyền bá thông điệp về sự cứu rỗi, chủ nghĩa tận thế, tinh thần "cách mạng và hạnh phúc" và sự ngờ vực đối với thế giới bên ngoài, mà các thành viên gọi là Hệ thống. Giống như một số nhóm theo trào lưu chính thống khác, nó "báo trước sự xuất hiện của một nhà độc tài được gọi là kẻ phản Chúa, sự nổi lên của Chính phủ Một Thế giới tàn bạo và cuối cùng là sự lật đổ của nó dưới tay Chúa Giêsu Kitô, trong Ngày tái lâm". Năm 1976. Người sáng lập và lãnh đạo tiên tri của TFI là David Berg (người lần đầu tiên được gọi là "Moses David" và cũng được các hội viên gọi là "Cha David") tự phong cho mình các danh hiệu "Vua", "Nhà tiên tri cuối cùng của thời kỳ cuối cùng", "Moses" và "David". Những đứa con của Chúa bị giải thể vào tháng 2 năm 1978 và Berg đổi tên nhóm của mình thành "Gia đình tình yêu" trong cái mà Berg gọi là "Cuộc cách mạng quốc hữu hóa tái tổ chức" (hay RNR).
David Berg rao giảng về sự kết hợp giữa truyền giáo Cơ đốc giáo truyền thống, với các yếu tố phổ biến với Văn hóa phản kháng của thập niên 1960. Giáo hội của Berg kết hợp việc thờ phụng chúa Jesus cùng với các trào lưu yêu đương tự do của thập niên 60. Có rất nhiều "hình ảnh về ngày tận thế" được tìm thấy trong Sách Khải Huyền của Tân Ước, rao giảng về sự diệt vong sắp xảy ra đối với nước Mỹ và sự kém hiệu quả của các Giáo hội và nhà thờ đã thiết lập. David Berg "thúc giục quay trở lại cộng đồng Cơ đốc giáo ban đầu được mô tả trong Sách Công vụ của Kinh thánh, trong đó các tín đồ sống cùng nhau và chia sẻ với nhau tất cả" giống như cuộc sống chung chạ vào cuối những năm 1960 của những người hippi. Giáo phái này có luận thuyết về "Người trợ giúp tinh thần" bao gồm các thiên thần, các nhân vật tôn giáo và thần thoại khác cũng như con người đã khuất, bao gồm cả những người nổi tiếng như nữ thần Aphrodite, Người tuyết, Merlin, Nhân sư, Elvis Presley, Marilyn Monroe, Audrey Hepburn, Richard Nixon và Winston Churchill.

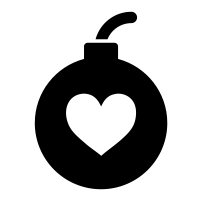
Biểu tượng quả bom tình yêu, ngụ ý cho phương thức truyền đạo theo kiểu dội bom tình yêu nhằm thao túng tâm lý

David Berg giao tiếp với những người theo ông qua "Thư Mo" là những lá thư hướng dẫn và tư vấn về vô số chủ đề tâm linh và thực tiễn cho đến khi ông qua đời vào cuối năm 1994. Sau khi ông qua đời, người vợ góa của ông Karen Zerby trở thành lãnh đạo của TFI và đảm nhận các danh hiệu "Nữ hoàng" và "Nữ tiên tri". Bà còn được gọi là Maria, Mama Maria, Maria David, Maria Fontaine và Nữ hoàng Maria. Karen Zerby kết hôn với Steve Kelly (còn được gọi là Peter Amsterdam) vốn là một trợ tá của David Berg, người mà David Berg đã cẩn thận chọn làm "người phối ngẫu" của vợ ông. Steve Kelly lấy danh hiệu "Vua Peter" và trở thành gương mặt đại diện của TFI, phát biểu trước công chúng thường xuyên hơn Berg hay Zerby. Đã có nhiều cáo buộc lạm dụng tình dục trẻ em do nhiều cựu thành viên đưa ra. Thành viên giáo phái còn coi hoạt động tình dục là một "truyền thống". Các cô gái sẽ phải quan hệ với bất kỳ ai họ gặp để thu nạp thêm người vào giáo phái nên năm 1979, đã có hơn 19.000 người gia nhập giáo phái này. Một số người trong giáo phái đã mở rộng chính sách "flirty fishing" sang cả trẻ em, tín đồ trong nhóm được khuyến khích lạm dụng trẻ em. Bản thân David Berg cũng đã bị buộc tội này với nhiều cô gái trẻ, gồm cả con gái nuôi và cháu gái ông ta.
"Yêu Chúa Giêsu" (Loving Jesus) là thuật ngữ mà các thành viên TFI sử dụng để mô tả mối quan hệ tình dục thân mật của họ với Chúa Giêsu. TFI mô tả việc giảng dạy "Chúa Giêsu Yêu Thương" là một hình thức cấp tiến của thần học cô dâu (hôn nhân thần bí). Họ tin rằng giáo hội của những người theo đạo là cô dâu của Chúa Kitô, được ơn gọi yêu thương và phục vụ Người với lòng nhiệt thành và tấm thân đầy hiếu khách của một người vợ, tuy nhiên, thần học về hôn nhân thần bí này còn đi xa hơn, khuyến khích các thành viên tưởng tượng ra Chúa Giê-su đang tham gia cùng họ khi quan hệ tình dục và thủ dâm. Các thành viên nam được cảnh báo nên hình dung mình là phụ nữ để tránh mối quan hệ đồng giới với Chúa Giêsu. Nhiều ấn phẩm của TFI và các thông điệp linh hồn được cho là của chính Chúa Giê-su, trình bày chi tiết về mối quan hệ tình dục, sự thân mật này mà họ tin rằng Chúa Giê-su mong muốn và cần làm. TFI tự tưởng tượng mình là "cô dâu" đặc biệt của mình trong thơ đồ họa, hình ảnh trực quan có hướng dẫn, tác phẩm nghệ thuật và những bài hát. Một số tài liệu truyền giáo của TFI không được đưa vào lưu hành các nước bảo thủ vì sợ nó có thể bị hải quan phân loại là nội dung khiêu dâm Tài liệu phác thảo quan điểm này của Chúa Giêsu và mong muốn của Ngài về mối quan hệ tình dục với các tín đồ đã được biên tập cho thanh thiếu niên, sau đó được biên tập thêm cho trẻ em.
Sau đó, phong trào này bắt đầu một phương pháp truyền giáo được gọi là Dụ cá cắn câu (Flirty Fishing) bằng cách sử dụng yếu tố tình dục để "thể hiện tình yêu và lòng thương xót của Chúa" và thu hút những người cải đạo, dẫn đến sự tranh cãi. Dụ cá cắn câu (FFing) là một hình thức truyền giáo bằng sự thân mật thể xác được thực hiện từ khoảng năm 1974 đến năm 1987 của giáo phái Đứa con của Chúa (Children of God) hiện được gọi là Gia đình Quốc tế (Family International/TFI). Thuật ngữ này bắt nguồn từ Ma-thi-ơ 4:19 trong Tân Ước: "Khi Ngài đang đi dọc theo mé biển Ga-li-lê, thấy hai anh em kia, là Si-môn, cũng gọi là Phi-e-rơ, với em là Anh-rê, đang thả lưới dưới biển, vì hai anh em vốn là người đánh cá. Ngài phán cùng hai người rằng: Các ngươi hãy theo ta, ta sẽ cho các ngươi nên tay đánh lưới người. Hai anh em liền bỏ lưới mà theo Ngài". Lãnh đạo giáo phái David Berg từ đó suy ra rằng phụ nữ trong giáo phái của ông nên là "những người dụ cá" (còn được gọi là "mồi nhử" hoặc "nữ ngư dân"). Những người đàn ông mục tiêu được gọi là "cá". Giáo phái đã xuất bản một số tài liệu với hướng dẫn chính xác và phương pháp Dụ cá cắn câu được định nghĩa là sử dụng sự hấp dẫn giới tính để truyền đạo. Người phát ngôn John Francis mô tả "con cá" (con mồi) chính là đối tượng những "doanh nhân du lịch cô đơn" lưu trú trong khách sạn.
Các thành viên nữ của Children of God, hay "nữ ngư dân" (Fisherwomen), sẽ dùng sự hấp dẫn quyến rũ của thân thể họ đối với con "cá" chỉ về những người đàn ông ngoại đạo ngoài giáo phái (thường xuyên tán tỉnh nhưng không phải nhất thiết lúc nào cũng quan hệ tình dục) đồng thời nhân dịp này để truyền đạo vì Chúa Giê-su và tìm kiếm sự quyên góp. Nhóm Con cái Thiên Chúa đã bảo vệ biện pháp này như một cách "làm chứng" cho Chúa Giêsu trước những người không sẵn lòng đón nhận nó. Theo một số nguồn tin, hơn 200.0000 đàn ông đã bị "cắn câu" và hơn 10.000 trẻ sơ sinh được sinh ra để làm nguồn nhân sự cho giáo phái sùng bái phụ nữ từ năm 1971 đến năm 2001. Việc làm này sau đó bị hạn chế khi các bệnh lây truyền qua đường tình dục lây lan trong giáo phái và sau đó bị bãi bỏ vào năm 1987, được cho là do sự lây lan của bệnh AIDS. Nhà nghiên cứu Bill Bainbridge thu được dữ liệu từ TFI cho thấy rằng, từ năm 1974 đến năm 1987, các thành viên đã quan hệ tình dục với 223.989 người khi thực hành dụ cá cắn câu. Mặc dù giáo phái không có vấn đề gì khi bỏ qua các chuẩn mực của Cơ đốc giáo về tội gian dâm, nhưng nó vẫn tuân theo "nền tảng của những người theo trào lưu chính thống Cơ đốc giáo" khi nói đến việc kiểm soát sinh sản.